# Dongjing
Dongjing (chiń. 洞泾站) – stacja początkowa metra w Szanghaju, na linii 9. Zlokalizowana jest pomiędzy stacjami Songjiang Daxuecheng i Sheshan. Została otwarta 29 grudnia 2007.